# Hełmówka pajęczynowata
Hełmówka pajęczynowata (Galerina sahleri (Quél.) Kühner) – gatunek grzybów należący do rodziny podziemniczkowatych (Hymenogastraceae).

## Systematyka i nazewnictwo
Pozycja w klasyfikacji według Index Fungorum: Galerina, Hymenogastraceae, Agaricales, Agaricomycetidae, Agaricomycetes, Agaricomycotina, Basidiomycota, Fungi.
Po raz pierwszy opisał go w 1872 roku Lucien Quélet, nadając mu nazwę Galera sahleri. W 1948 r. Robert Kühner przeniósł go do rodzaju Galerina. Synonimy:
- Agaricus sahleri (Quél.) Fr. 1874
- Galera sahleri Quél. 1872
- Galera triscopa var. sahleri (Quél.) Quél. 1886
- Galerina sahleri var. sequoiae A.H. Sm. & Singer 1964
- Naucoria sahleri (Quél.) Henn., in Engler & Prantl 1898

Polską nazwę nadał Władysław Wojewoda w 2003 r.

## Morfologia
Kapelusz
O średnicy 5–10 mm, początkowo tępo stożkowaty, potem przechodzący w dzwonkowaty do płaskiego z garbkiem, ale garbek nie jest tak stożkowaty jak u hełmówki pniakowej (Galerina triscopa). Powierzchnia naga lub początkowo z rozproszonymi włókienkami na brzegu. Jest higrofaniczny; w stanie wilgotnym matowo ochrowy, po wyschnięciu cynamonowopłowy do różowopłowego.
Blaszki
Przyrośnięte, rzadkie, umiarkowanie szerokie, cienkie, w stanie dojrzałym ochrowopłowe.
Trzon
Wysokość 5–15 mm, grubość 1 mm, równy, u góry oprószony, miodowy, w dolnej połowie nieco włókienkowaty (pozostałości cienkiej, bladej osłony), starsze okazy od podstawy zmieniają barwę na czerwonobrązową.
Miąższ
Cienki i kruchy, bez wyraźnego zapachu i smaku.
Cechy mikroskopowe
Bazydiospory 10–13 × 5,5–7 μm, w widoku z boku nieco nierównoboczne, w widoku z przodu wydłużone, jajowate, gładkie z wyjątkiem poszarpanej granicy blaszki i małych pęcherzy po obu stronach (wyglądających jak małe uszy w widoku z przodu), często z pęcherzem grzbietowym w pobliżu wierzchołka, w KOH ochrowo-płowe. Cheilocystydy 28–40 × 7–11 μm, od brzuchato-główkowatych do ledwo brzuchato-tępych, gładkie, w KOH bezbarwne do żółtych. Kaulocystydy podobne, ale większe, pleurocystyd brak. Podstawki 4-zarodnikowe. Sprzążki obecne.

## Występowanie i siedlisko
Podano stanowiska w Europie i Ameryce Północnej. W Polsce do 2003 r. podano 3 stanowiska, w późniejszych latach podano następne.
Grzyb nadrzewny saprotroficzny. W Polsce podano jego stanowiska w lasach, wśród mchów na pniakach jodły pospolitej. Występuje w rozproszeniu na kłodach drzew iglastych, zwłaszcza
tych z grubą pokrywą.